# فساد (فیلم ۱۹۳۳)
«فساد» (انگلیسی: Corruption (1933 film)) یک فیلم است که در سال ۱۹۳۳ منتشر شد.